# U-80号潜艇 (1941年)
U-80号（德語：U 80）是纳粹德国战争海军建造的568艘VII-C型潜艇（或称U艇）之一。它由不来梅的伏尔铿费格萨克船厂承建，于1941年2月11日下水，至同年4月8日交付使用。第二次世界大战期间，该艇主职训练和教学用途，未曾参与任何作战行动。1944年11月28日，U-80号因一次潜水事故而在皮劳以西的波罗的海沉没，艇内52名官兵全数遇难。

## 设计
VII-C型是VII级潜艇的第三次、也是最有价值的改进型。它搭载了被称为“S装置”的新式主动声呐系统，为了容纳这种新设备，VII-C型的艇体尺寸有所增加，并重新设计了鞍状水舱，在其两侧各增加了一个可提供储备浮力的小型浮舱，有利于潜艇完成快速下潜。U-80号的全长为67.10米，舷宽6.20米、并有4.74米的吃水深度，水上和水下排水量分别为769吨和871吨。该艇采用双轴设计，具有两副直径为1.23米的三叶螺旋桨。
在机械系统方面，VII-C型艇也得到了升级：通过艇上配备的燃油过滤系统，柴油机润滑系统的使用受命得以延长，也为不同润滑剂在艇上机械设备上混合使用留足了余地。原先前型艇用于发射鱼雷和主压载舱吹除操作的电动空气压缩机则改为容克斯的柴动压缩机，从而减小了对艇上电气系统的依赖；此外，该型艇还装配了更为现代化的电力转换系统。动力由两台曼恩生产的M6V 40/46型六缸四冲程1,400匹公制馬力（1,000千瓦特）涡轮增压柴油机用于水面运行，以及两台布朗-博韦里提供的GG UB 720/8型375匹公制馬力（280千瓦特）双作用电动发电机用于水下航行；水面最高航速17.7節（32.8每小時），水下7.6節（14.1每小時）；能够在水面以10節（19每小時）航速续航8,500海里（15,700），或以4節（7.4每小時）连续在水下航行80海里（150）而无需充电。
武器装备方面，U-80号装备有五具内置式鱼雷发射管——艇艏四具、艇艉一具。其艇艉的鱼雷发射管设计在耐压壳体内部、两片舵之间，鱼雷可以由此向外发射。在轮机舱甲板下方还配备了用于艇艉的鱼雷装填系统，耐压壳体与甲板室之间一前一后还设计有外置鱼雷贮存装置，因此U-80号可携带14枚G7型鱼雷或最多26枚TMA型水雷（TMB型则为39枚）。此外，该艇还搭载有一门配备220发弹药的88毫米35式速射炮以及一门配备1,195发弹药20毫米30式高射炮作为甲板炮。其标准船员编制为4名军官及40－56名水兵。

## 历史
1939年1月25日，海军造舰局将第二批次的六艘VII-C型潜艇（U-77至U-82号）建造合同发包予不来梅的伏尔铿公司。其中U-80号于1940年4月17日开始在费格萨克船厂铺设龙骨，建造序列为8号。经过近十个月的建造，它于1941年2月11日下水，至同年4月8日在首度担任艇长的海军中尉格奥尔格·施塔茨的指挥下交付使用。与当时大多数德国U艇一样，U-80号在瞭望塔上漆有专属的艇徽：来自其主保城市威斯巴登的纹章。
完成海试后，该艇加入驻基尔的第1潜艇区舰队，先是在波罗的海进行战备训练，继而自5月1日起以训练艇身份转投驻皮劳的第26潜艇区舰队，直到1942年4月1日换编至驻梅默尔的第24潜艇“训练”区舰队。它从1943年9月1日起被用作驻但泽的第23潜艇区舰队的训练艇，之后于同年12月1日再移驻皮劳的第21潜艇区舰队担任教学艇。1944年11月28日，U-80号因在训练中的一次潜水事故而在皮劳以西的波罗的海（54°40′N 19°30′E / 54.667°N 19.500°E处）沉没，艇内52名官兵全数罹难。对该艇的搜救工作持续了两天，但无功而返。另一艘当时身处附近的船只据称观察到了U-80号的高速俯冲，并见到其艇舵和螺旋桨伸出水面。这种情况可能是由于纵倾计算错误造成的。